# حقوق الفلم
حقوق الأفلام هي حقوق بموجب قانون حقوق الطبع والنشر لإنتاج فيلم كعمل مشتق لأحد عناصر الملكية الفكرية. في القانون الأمريكي، تنتمي هذه الحقوق إلى صاحب حق المؤلف، الذي يجوز له بيعه إلى شخص ما في صناعة الأفلام، عادة ما يكون منتجًا أو مخرجًا، أو أحيانًا وسيطًا متخصصًا في مثل هذه الخصائص، والذي سيحاول بعد ذلك جمع المتخصصين في الصناعة وتأمين الدعم المالي اللازم لتحويل الممتلكات إلى فيلم. وتختلف هذه الحقوق عن الحق في عرض صورة متحركة تجاريا، والتي يشار إليها عادة بالحقوق باسم «حقوق المعارض» أو «حقوق الأداء العام».

## أصول
في الولايات المتحدة، تنبع الحاجة إلى ضمان حقوق الأفلام لمواد المصدر المنشورة أو المنتجة سابقاً والتي ما زالت تحت حقوق النشر من السوابق القضائية. في عام 1907، أنتجت شركة كليم نسخة فيلم صامتة من رواية الجنرال ل«والاس بن هور» دون الحصول أولا على حقوق الفيلم. وقد رفع والاس وناشره الأمريكي هاربر وبراذرز دعوى قضائية ضد انتهاك حقوق النشر. قضت المحكمة العليا في الولايات المتحدة لصالح المدعين، مما يثبت أن جميع التعديلات تخضع لحقوق النشر.

## وصلات خارجية
- Google Book Search file on Harper & Brothers v. Kalem Company (1909)
- “Comparative Issues on Copyright Protection for Films in the US and Greece.